# Nadežda Šuvaeva
Nadežda Aleksandrovna Šuvaeva, coniugata Ol'chova (in russo Надежда Александровна Шуваева-Ольхова?; Barnaul, 9 settembre 1952), è un'ex cestista sovietica.

## Carriera
Con l'Unione Sovietica ha disputato due edizioni dei Giochi olimpici (Montréal 1976, Mosca 1980), due dei Campionati mondiali (1975, 1983) e sei dei Campionati europei (1974, 1976, 1978, 1980, 1981, 1983).